# Famille Gardey de Soos
La famille Gardey de Soos est une famille subsistante d'ancienne bourgeoisie française, originaire de Gascogne.
Cette famille compte parmi ses membres des officiers et une secrétaire d'État qui a exercé ses fonctions sous la Ve République.

## Histoire
Sos (ou Soos) est un territoire du village de Peyrun dans le département des Hautes-Pyrénées à la limite du Gers. 
Gustave Chaix d'Est-Ange, dans Dictionnaire des familles françaises anciennes ou notables à la fin du XIXe siècle (tome 20, pages 147 à 148), rapporte que cette famille ne figure pas au nombre de celles qui ont pris part aux assemblées de la noblesse en 1789 ni de celles qui ont été anoblies au XIXe siècle. Il donne quelques éléments de généalogie depuis le commencement du XIXe siècle.
Pierre-Marie Dioudonnat indique cette famille « non noble » dans l'Encyclopédie de la fausse noblesse et de la noblesse d'apparence, opinion partagée par Charondas dans À quel titre ?.
En 1754-1755, Jean Gardey est inscrit comme possesseur de biens roturiers au cadastre de Montégut en Pardiac.
En 1789, les seigneuries de Peyrun et Soos figurent sur la liste des seigneuries donnant droit aux entrés aux États avec M. Gardey comme propriétaire, mais la mention sur cette liste signifie non pas que les propriétaires étaient de fait reçus aux États, mais seulement qu’ils étaient les propriétaires d’une terre ou d’un fief y donnant entrée.
Dans leur étude historique et généalogique sur Les comtes de Toulouse et leurs descendants, les Toulouse-Lautrec, publié en 1992, Jacques-René Magné et Jean-Robert Dizel écrivent que cette famille est  représentée de nos jours avec la descendance de Bernard de Gardey de Soos.

## Filiation
Arbre simplifié des Gardey de Soos, :
- Jean Louis Gardey (1661-1725), né le 1er novembre 1661 et mort le 14 février 1725 à Haget, maire de Rabastens-de-Bigorre de 1693 à 1715, procureur du roi au comté de Pardiac[10]. Il épouse Geneviève de Laborde.
  - Joseph de Gardey (1694-1777), seigneur de Peyrun et de Soos, procureur du roi au comté de Pardiac. Il épouse Marie de Lagardère.
    - Joseph de Gardey de Soos, décédé en 1804, emprisonné sous la Révolution française à Auch, sans postérité.
    - Pierre François Gardey de Soos (1746-1795), capitaine de cavalerie[8], chevalier de l'ordre royal et militaire de Saint-Louis le 24 avril 1790[11], inscrit en juillet 1792 sur la liste des gardes du corps du roi Louis XVI compagnie de Noailles[12]. Il épouse Geneviève Luro.
      - Jean-Marie de Gardey de Soos, épouse le 4 juillet 1810 à Buzon (Hautes-Pyrénées), Callixte-Constance d'Astugue de Soréac de Buzon.
        - Hyppolite de Gardey de Soos, épouse à Toulouse en 1838 Albanie d'Adhémar de Cransac, née à Toulouse en 1809.
          - Noémie de Gardey de Soos.
          - Claire de Gardey de Soos.

        - Émile de Gardey de Soos (1811-1883), épouse à Toulouse en 1840 Marie Adhémar de Cransac, née à Toulouse en 1820.
          - Alfred de Gardey de Soos, (né en 1841), conservateur des hypothèques.
          - Gabrielle de Gardey de Soos, épouse Émile Faugère, ingénieur civil, chevalier de la Légion d’honneur.
          - Joseph de Gardey de Soos, chef d'exploitation des chemins de fer de l'Anjou.
          - Caroline de Gardey de Soos, épouse Gustave Dubourg, avocat.
          - Germaine de Gardey de Soos, épouse Gilbert Pradal de Farguettes.
          - Louis de Gardey de Soos, inspecteur des chemins de fer de l'Anjou, épouse en 1851 Blanche de Falguière.
            - Joseph de Gardey de Soos, directeur des Chemins de fer de l'Anjou, croix de guerre 14-18. Il épouse Jeanne Richeteau de La Coudre.
              - Jean Emmanuel de Gardey de Soos, épouse Françoise Bodard de La Jacopière.

            - Henri de Gardey de Soos, épouse Anne Richeteau de La Coudre.
              - Bernard de Gardey de Soos (1917-1940), officier mort pour la France, médaille militaire, croix de guerre 39-45.
              - Chantal de Gardey de Soos (1921-1969), épouse en 1946 Bernard Boreau de Roince (1914-1985).
              - Thérèse de Gardey de Soos, religieuse.

            - Paul-Emile de Gardey de Soos, épouse Raymonde d'Arexy.
              - Paul de Gardey de Soos, croix de guerre 39-45, épouse Geneviève Satgé-Mandeville.
                - Françoise, Marie, Émilie Gardey de Soos (1943-2008), secrétaire d'État aux quartiers en difficulté, auprès du ministre chargé de l'intégration et de la lutte contre l'exclusion dans le gouvernement Alain Juppé (1) en 1995, député et femme politique du département de la Haute-Garonne. Elle épouse Francois Hébrard de Veyrinas.
                - Chantal Gardey de Soos, épouse Bernard de Malefette.
                - Vincent Gardey de Soos, assureur.

              - Marie de Gardey de Soos, en religion.
              - Raymond de Gardey de Soos, épouse Geneviève de Bon.
                - Béatrix Gardey de Soos.

              - Louis de Gardey de Soos, épouse Odile Duclerc.
                - Gaëtane Gardey de Soos, épouse de Jacques Marquis de Heere, directeur de la société Acome, chevalier de la Légion d'honneur.
                - Arnaud Gardey de Soos, épouse Alexia Aubé.
                  - Geoffroy Gardey de Soos.
                  - Louis Gardey de Soos.

              - Monique de Gardey de Soos, épouse de Charles de Ganne de Beaucoudray.

            - François-Xavier de Gardey de Soos.
            - Claude de Gardey de Soos.
            - Bernard de Gardey de Soos, inspecteur d’assurance, épouse Charlotte Rossignol.
              - Aymard de Gardey de Soos (1923-2012), propriétaire viticole, épouse Marie-Louise Mandeville-Perière(1926-2020)[13],[14]
                - François Gardey de Soos, agriculteur, épouse Marie de Guerry de Beauregard.
                - Anne Gardey de Soos (1951-2021), artiste peintre.
                - Gabrielle Gardey de Soos, épouse Pierre Fayet, banquier.
                - Bernard Gardey de Soos, viticulteur.
                - Jean Gardey de Soos, prêtre du diocèse de Carcassonne (Aude).
                - Benoît Gardey de Soos, directeur de société.
                  - Guillaume Gardey de Soos, musicien trompettiste.

                - Claire Gardey de Soos, épouse Louis Fabre, propriétaire viticole.
                - Emmanuel Gardey de Soos (1966-2021), viticulteur.

              - Henri de Gardey de Soos (1924-2012), père Marie-Bernard, bénédictin de l'abbaye d'En Calcat[15].
              - Hugues de Gardey de Soos (1926-2018), commandant de cavalerie. Diplômé de l'École spéciale militaire de Saint-Cyr, promotion  Général Leclerc (1946-1948), officier de la Légion d’honneur, croix de guerre des T.O.E, marié avec Marie-Josée Lelong[16].
                - Hélène Gardey de Soos (1953-2021).
                - Bénédicte Gardey de Soos.
                - Henri Gardey de Soos, directeur des ressources humaines.
                  - Blandine Gardey de Soos, magistrate, conseillère affaires civiles au cabinet du garde des sceaux, ministre de la justice (2022)
                  - Paul Gardey de Soos, dîplômé de l'École nationale supérieure des mines de Paris, directeur de filiale RATP Dev.

                - Xavier Gardey de Soos, lieutenant-colonel du Génie, chevalier de la Légion d’honneur, officier de l’ordre national du Mérite.
                - Dominique Gardey de Soos, architecte.
                - Florence Gardey de Soos, chevalier des Arts et des Lettres, épouse de Nicolas Forissier, secrétaire d'Etat, député de l'Indre, chevalier de la Légion d’honneur.
                - Denis Gardey de Soos, directeur de société.
                - Anne Gardey de Soos, épouse Antoine Deschamps.
                - Elisabeth Gardey de Soos, épouse de Thierry de Ghaine de Bourmont, directeur administratif et financier.

              - Philippe de Gardey de Soos, inspecteur d’assurance, épouse Geneviève de Barruel (1932-2018)[17]
                - Marie Gardey de Soos, épouse Eric Le Brethon.
                - Jérôme Gardey de Soos, colonel d’infanterie parachutiste. Diplômé de l'École spéciale militaire de Saint-Cyr, promotion Lieutenant-colonel Gaucher (1983-1986), chevalier de la Légion d’honneur, épouse Elisabeth de Volontat.
                - Louis Gardey de Soos, directeur des ressources humaines.

              - Max de Gardey de Soos, moine bénédictin.
              - Bruno de Gardey de Soos (1936-2018), officier général. Diplômé de l'École spéciale militaire de Saint-Cyr, promotion Général Laperrine (1956-1958), puis officier de l'arme blindée cavalerie, il est chef de corps du 12e régiment de chasseurs à cheval de 1982 à 1984. Il prendra rang au 1er décembre 1990 comme général de brigade. Il fut également maire (1995-2018) du village de Saint-Aubin-des-Chaumes dans  la Nièvre. Officier de la Légion d'honneur, commandeur de l'ordre national du mérite, croix de la valeur militaire, médaille de bronze de la défense nationale. Il épouse Chantal de Villiers[18].
                - Isabelle Gardey de Soos, épouse de Luc du Perron de Revel, général de division, officier de la Légion d’honneur, commandeur de l’ordre national du Mérite.
                - Laurence Gardey de Soos, épouse de Eric de Lamberterie du Cros, ancien officier.
                - Aude Gardey de Soos, épouse de Hubert Gomart, général de division, officier de la Légion d’honneur, commandeur de l’ordre national du Mérite.
                - Christelle Gardey de Soos, épouse de Hubert de Moulins d'Amieu de Beaufort docteur en médecine.
                - Thibaud Gardey de Soos (1971-2006), officier de cavalerie mort en service aérien commandé. Diplômé de l'École spéciale militaire de Saint-Cyr, promotion Maréchal Lannes (1993-1996), Capitaine au 1er régiment de hussards parachutistes, chevalier de la Légion d’honneur à titre posthume.
                  - Xavier Gardey de Soos, officier d'Artillerie. Diplômé de l'École spéciale militaire de Saint-Cyr, promotion Général Caillaud (2020-2023)

                - Caroline Gardey de Soos, épouse de François Augarde, directeur juridique.

            - Antoine de Gardey de Soos, épouse Yvonne d'Arexy.
              - Claire de Gardey de Soos, épouse de Gilbert de Guerry de Beauregard, conseiller général de la Vendée.
              - Jacqueline de Gardey de Soos, Jean Lerebours-Pigeonnière (1921-2006), ingénieur de l'école Polytechnique (1942) et du corps des Mines de Paris (1945), directeur général d'Usinor (1973-1980).
              - Anne de Gardey de Soos, épouse de Guy Chalmot de La Meslière, ingénieur de l'école centrale Paris.
              - Bernard de Gardey de Soos, épouse de Aude de La Forest Divonne.

          - Valérie de Gardey de Soos.
          - Paul de Gardey de Soos, chef de bataillon au 145e régiment d'infanterie, chevalier de la Légion d'Honneur, croix de guerre 14-18, épouse Madeleine Delquier.
          - Elisabeth de Gardey de Soos, épouse Hector d'Aussaguel de Lasbordes.
          - Henriette de Gardey de Soos.

      - Jeanne de Gardey de Soos, épouse en 1774 Jean Clément Laffont de Mascaras, garde du corps du roi Louis XVI, chevalier de Saint-Louis[19].

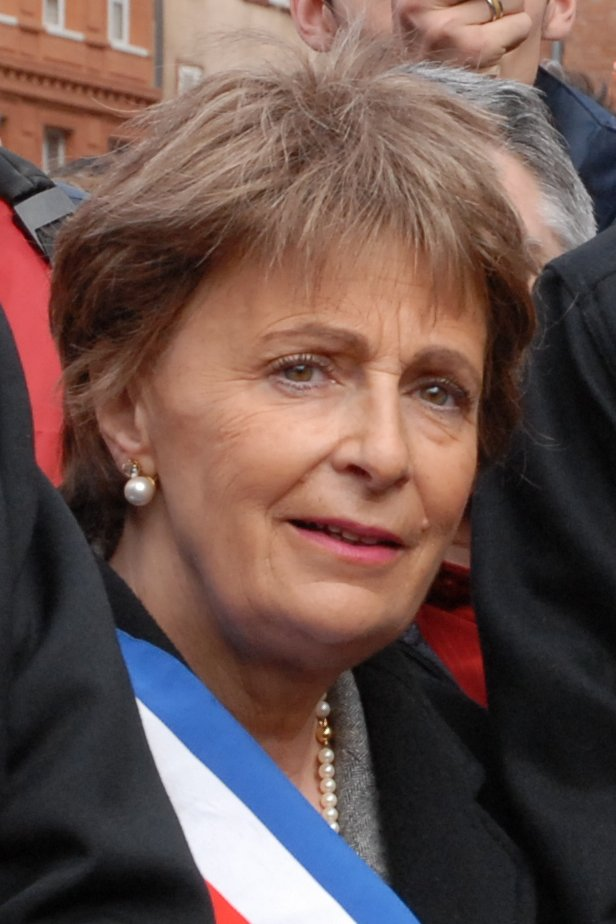
Françoise Gardey de Soos (1943-2008), femme politique.

## Armoiries
- Blason : Écartelé, au 1 et 4 d'azur à une colombe d'argent portant en son bec un rameau d'olivier de sinople, au 2 et 3 de gueules au lion d'or[9]
- Supports : Deux lévriers au naturel.
- Devise : Honorus cuam Honoribus, Plus d’honneur que d’Honneurs.[réf. nécessaire]

Sélection de vues de plaques de rues du village de Peyrun.
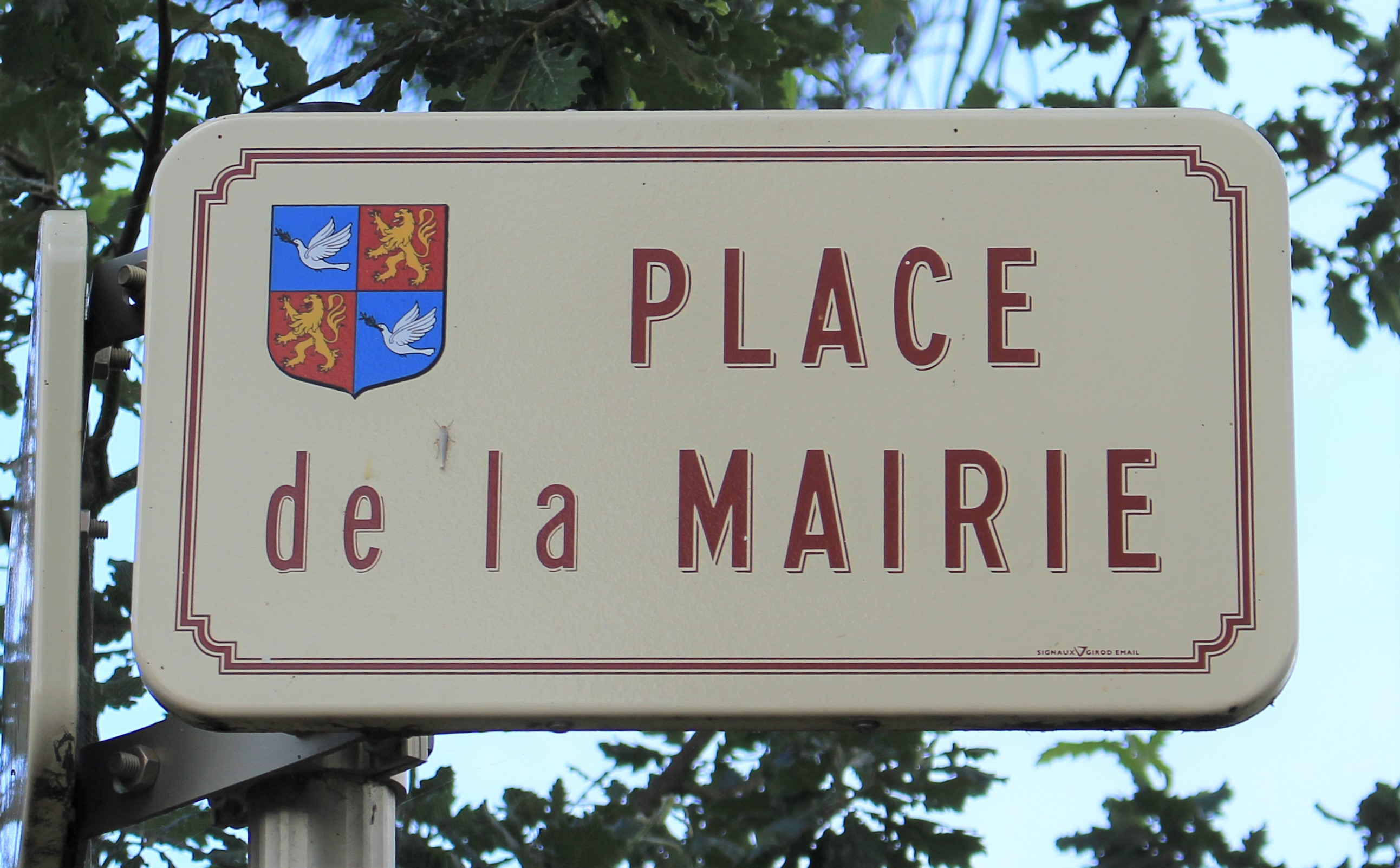
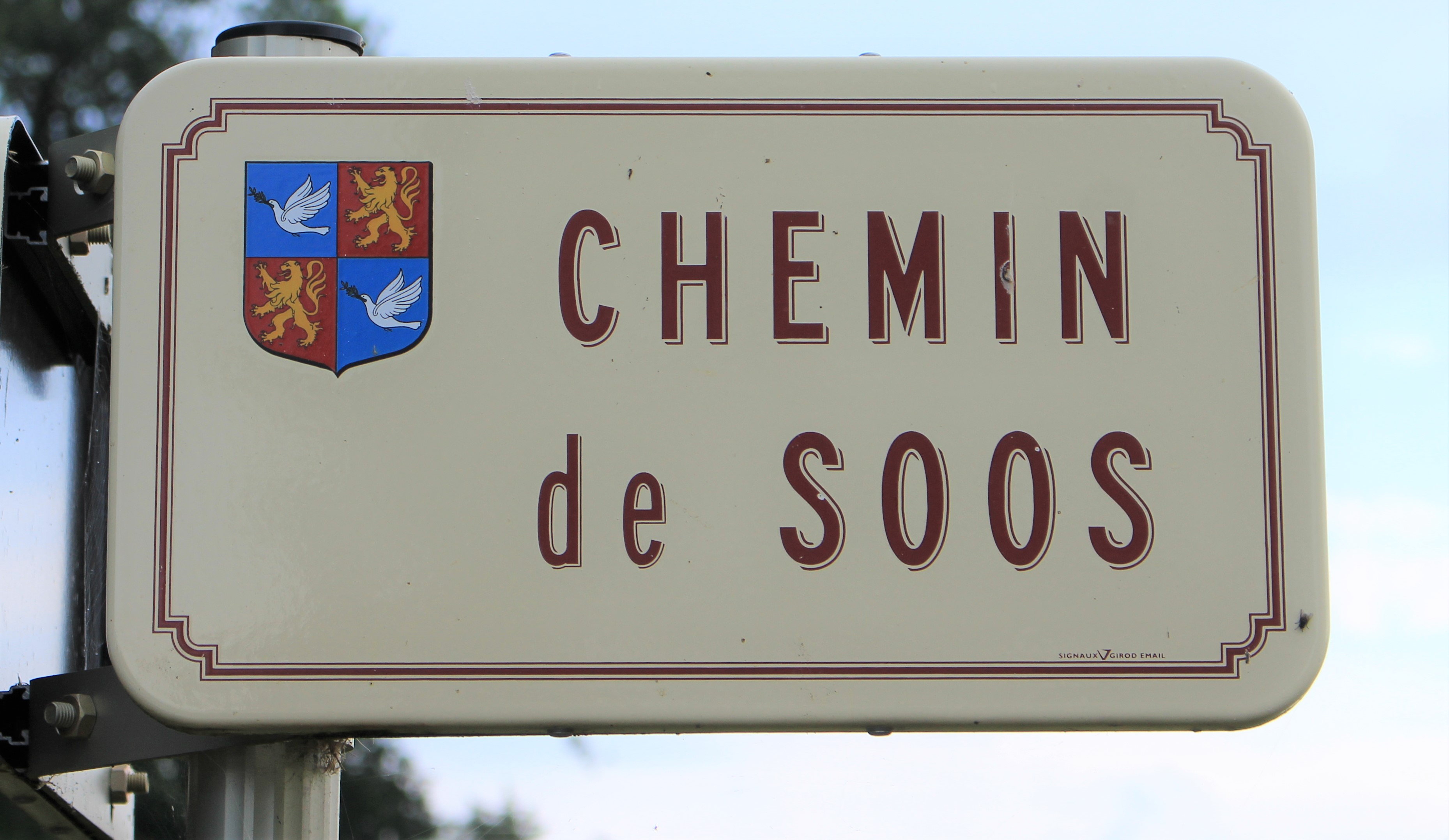
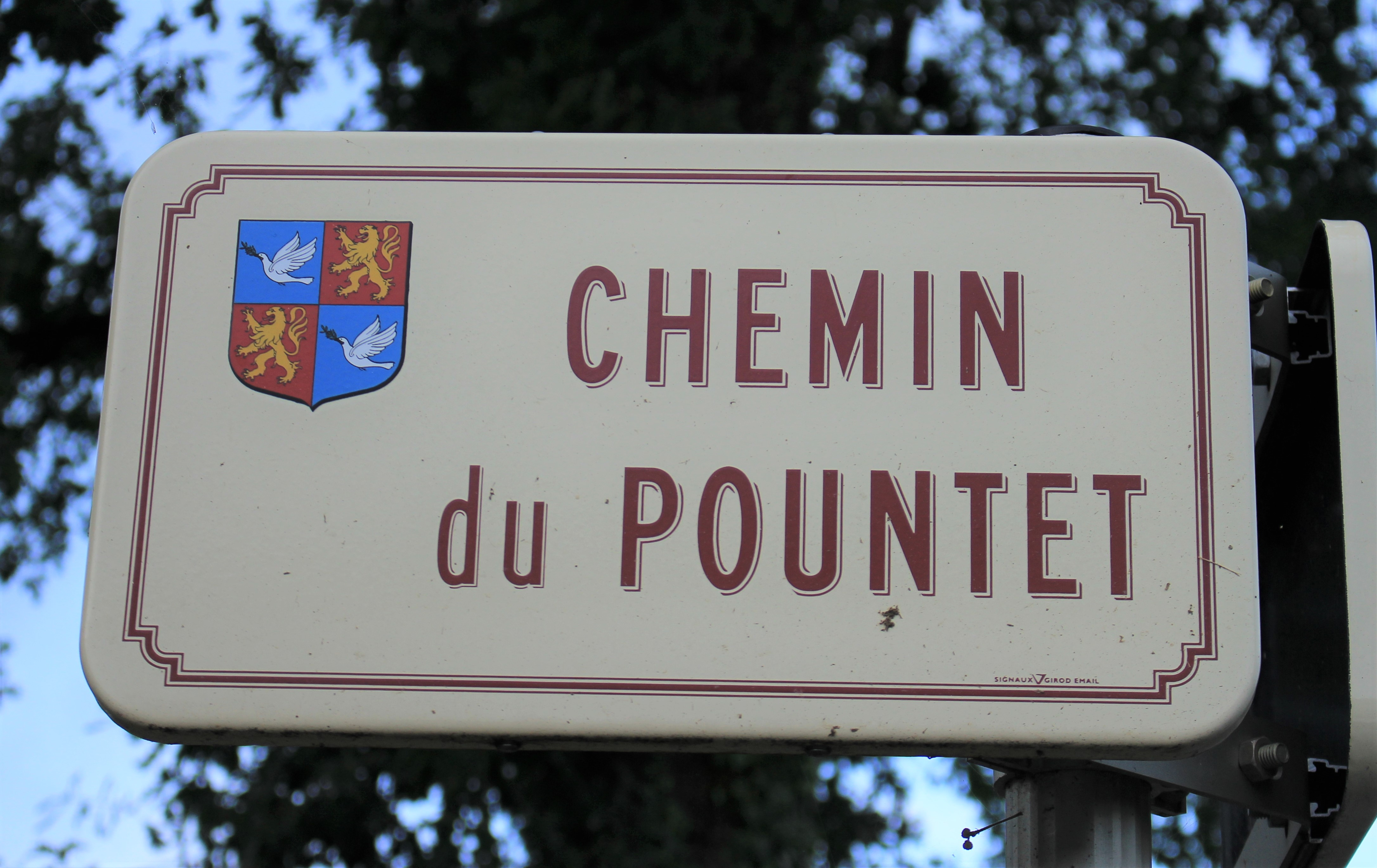

## Alliances
Les principales alliances de la famille Gardey de Soos sont : d'Astugue de Buzon (1810), de Richeteau, d'Adhémar de Cransac (1838 et 1840), Pradal de Farguettes (1871), du Bourg (1881), de Falguière (1883), d'Aussaguel de Lasbordes (1885), de Richeteau de La Coudre (1912 et 1916), d'Arexy (1917 et 1921), de Fadate de Saint-George (1937), de Guerry de Beauregard (1945 et 1975), Boreau de Roincé (1946), Mandeville-Peirière (1949), Chalmot de La Meslière (1953), de Barruel-Bavas (1954), Morel de Villiers, de Bon (1958), Ganne de Beaucoudrey, Hébrard de Veyrinas, etc.

## Postérité
Le parvis Françoise Hébrard de Veyrinas (née Gardey de Soos), qui occupe la place des Carmes face à la rue du Languedoc, à Toulouse, lui rend hommage depuis 2009. Un Ehpad est inauguré en son hommage le 29 octobre 2014 à Toulouse par Jean-Luc Moudenc. Une Maison d'accueil spécialisée a été rebaptisée en son hommage le 27 juillet 2019 à 
Gratentour.

## Pour approfondir